# 勞赫科費爾山
47°04′33″N 12°05′30″E / 47.07583°N 12.09167°E

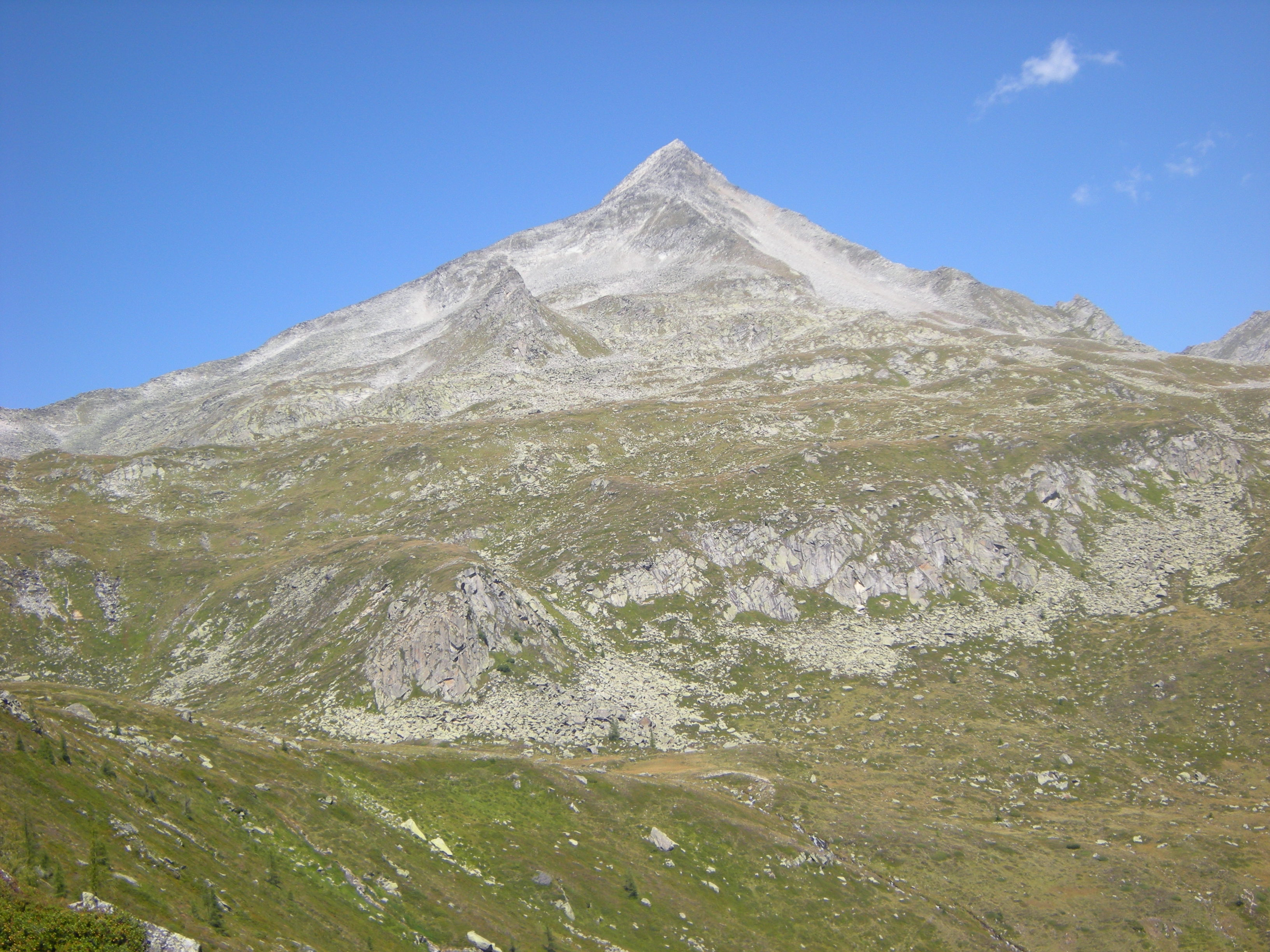

勞赫科費爾山（德語：Rauhkofel），是南歐的山峰，位於奥地利和意大利接壤的邊境，屬於齊勒塔爾阿爾卑斯山脈的一部分，海拔高度3,251米，每年平均降雨量1,971毫米。